# Catherine Greiner
Catherine Greiner (2 de abril de 1956 - 9 de agosto de 1994) fue una actriz cinematográfica de nacionalidad francesa. Vedette del cine pornográfico, fue también conocida con el nombre de Cathy Stewart.

## Biografía
Su nombre completo era Catherine Patricia Greiner, y nació en Royan, Francia
Catherine Greiner rodó cerca de un centenar de películas pornográficas entre los años 1977 y 1984, a menudo con el nombre de Cathy Stewart. Ella participó en películas junto a estrellas de los años 1970 como Brigitte Lahaie y Karine Gambier, más nuevas intérpretes como Julia Perrin, Catherine Ringer y Marilyn Jess. Fue dirigida regularmente por los realizadores Francis Leroi, Gérard Kikoïne, Claude Bernard-Aubert, Jean-Claude Roy y Pierre B. Reinhard. Fue una de las protagonistas, en 1979, del film Exhibition, de Jean-François Davy. En el mismo intervenía Dominique Irissou, con el cual ella había debutado, y con el que actuó de manera regular en la pantalla.
Ella sabía aportar un toque de humor en sus papeles, y llevó a cabo la postsincronización de buena parte de sus personajes. Además del porno, rodó Convoi de filles, un film de Pierre Chevalier, además de una comedia erótica del suizo Erwin C. Dietrich, Les Bourgeoises de l'amour.
Dedicado a obras más personales, Jean Rollin, que la había dirigido en numerosos de sus filmes X, le confió un papel en La Nuit des traquées. Pero, al contrario que Brigitte Lahaie, su compañera de reparto, ella no dejó el porno, y abandonó los rodajes en 1984. 

Catherine Greiner falleció a causa de una sobredosis de droga en 1994, en Breuillet, Francia, a los treinta y ocho años de edad.

## Filmografía

### Cine

#### Películas convencionales
- 1978: Convoi de filles, de Pierre Chevalier.
- 1980: Une nuit rêvée pour un poisson banal, de Bernard Guillou.
- 1980: La Nuit des traquées, de Jean Rollin.
- 1980: Die Nichten der Frau Oberst, de Erwin C. Dietrich

#### Cine X
- 1978: La Grande Enfilade, de Jean-Claude Roy:
- 1978: La Clinique des fantasmes, de Gérard Kikoïne.
- 1978: Baise-moi partout, de José Bénazéraf.
- 1978: Stéphanie recto-verso, de Didier Philippe-Gérard.
- 1978: Cuisses en délire, de Claude Pierson.
- 1978: Les Gourmandes de sexe, de Alain Payet.
- 1978: Bouches expertes, de Claude Pierson.
- 1978: L'École des petites baiseuses, de Alain Payet.
- 1978: Annonces spéciales pour couples vicieux, de Alain Payet.
- 1978: Jouir !, de Gérard Kikoïne.
- 1978: Call Girls de luxe, de Gérard Kikoïne.
- 1978: Baisez-moi, de Pierre B. Reinhard.
- 1978: Sophie, petite fille perverse, de Michel Berkowitch.
- 1978: Tout pour jouir, de Gérard Kikoïne.
- 1978: Cette salope d'Amanda, de Francis Leroi.
- 1978: Les Petites Filles, de Francis Leroi.
- 1978: Sophie aime les sucettes, de Alain Payet.
- 1978: Discosex, de Jean Rollin.
- 1978: Obsessions porno, de Alain Payet.
- 1978: La petite garce drague sans culotte, de Norbert Terry.
- 1979: Gamines expertes, de Patrice Rhomm.
- 1979: Exhibition 79, de Jean-Francois Davy.
- 1979: Pénétrations multiples, de Pierre B. Reinhard
- 1979: La Nymphomane lubrique, de Alain Payet.
- 1979: Orgies adolescentes, de Jean-Claude Roy.
- 1979: Phallus Story, de Maxime Debest.
- 1979: Initiation au collège, de Gérard Kikoïne.
- 1979: Gamines en chaleur, de Jean Rollin.
- 1979: Auto-stoppeuses en chaleur, de Claude Bernard-Aubert.
- 1979: Entrez vite... vite, je mouille !, de Jean-Pierre Bouyxou.
- 1979: Si je t'attrape..., de Jean-François Hautin y Jacques Orth.
- 1979: La parte più appetitosa del maschio, de Lorenzo Magnolia.
- 1979: Cette malicieuse Martine, de Heiko Hagemann.
- 1979: Petites Filles très précoces, de Michel Caputo.
- 1979: Prenez-moi, j'aime tout, de Michel Caputo.
- 1979: Bouches lascives et pornos, de Jean Rollin.
- 1979: Pénétrations vicieuses, de Jean Rollin.
- 1980: Violée mais consentante, de Michel Ricaud.
- 1980: Langues s..., de Alain Payet y Gérard Vernier.
- 1980: Dodo, petites filles au bordel, de Francis Leroi.
- 1980: Carnet intime d'une Thailandaise, de Jean-Marie Pallardy.
- 1980: Ursula, de Claude Pierson.
- 1980: Intimités secrètes, de Claude Pierson.
- 1980: Croisières pour couples en chaleur, de Claude Bernard-Aubert.
- 1980: La Pension des fesses nues, de Francis Leroi.
- 1980: Les Petites écolières, de Claude Mulot.
- 1980: Les Après-midi d'une bourgeoise en chaleur, de Jean-Claude Roy.
- 1981: Working for Love, de A.G. Schmidt.
- 1981: L'Éducatrice, de Gérard Gregory.
- 1981: Ladies Deluxe, de Michel Barny.
- 1981: Jeunes Filles en chaleur à sodomiser, de Michel Caputo.
- 1981: Sybil, tous les trous sont permis, de Michel Caputo.
- 1981: Garce de brune, salope de blonde, de Anne-Marie Tensi.
- 1981: La Petite Étrangère, de Claude Bernard-Aubert.
- 1981: Un membre de fer, de Anne-Marie Tensi.
- 1981: Enquêtes, de Gérard Kikoïne.
- 1981: Perversions d'une petite fille, de Anne-Marie Tensi.
- 1981: Paméla, de Michel Caputo.
- 1981: Parties très spéciales, de Gérard Kikoïne.
- 1981: Deux Gamines, de Claude Pierson.
- 1981: Poker Show, de Joe de Palmer.
- 1981: Charlotte mouille sa culotte !, de Francis Leroi.
- 1981: Body-body à Bangkok, de Jean-Marie Pallardy.
- 1981: Vierges en chaleur, de Anne-Marie Tensi.
- 1981: Les Petits Slips se déchaînent, de Claude Pierson.
- 1981: Le Sexe à travers le monde, de Maxime Debest.
- 1981: Les Bas de soie noire, de Claude Bernard-Aubert.
- 1981: Les Fruits de la passion, de Claude Pierson.
- 1981: Extases très particulières, de Alan Vydra.
- 1981: Rêves intimes, de Claude Pierson.
- 1981: Les Petites Dévergondées, de Michel Caputo.
- 1981: Provinciales en chaleur, de Jean-Claude Roy.
- 1982: Les Minettes brûlantes, de Joe de Palmer.
- 1982: Les Clientes, de Alan Vydra.
- 1982: La Vitrine du plaisir, de Gérard Kikoïne.
- 1982: Couple « libéré » cherche compagne « libérée », de Claude Bernard-Aubert.
- 1982: James Bande OO sexe, de Michel Caputo.
- 1982: Rêves de jeunes filles volages, de Claude Bernard-Aubert.
- 1982: Mélodie pour Manuella, de Joe de Palmer.
- 1982: Réseau particulier, de Joe de Palmer.
- 1982: Fellation, de Anne-Marie Tensi.
- 1982: Viens jouir avec moi, Caroline, de Claude Pierson.
- 1982: Délices d'un sexe chaud et profond, de Pierre B. Reinhard
- 1982: Caresseuses expertes, de Pierre B. Reinhard.
- 1982: Chaude et humide Natacha, de Michel Caputo.
- 1982: Petites Culottes chaudes et mouillees, de Michel Caputo.
- 1982: Je suis née pour baiser, de Pierre B. Reinhard.
- 1983: Le Lit d'Élodie, de Jean-Luc Brunet.
- 1983: Diamond Baby, de Michel Caputo.
- 1983: Détournement de mineur, de Jean-Luc Brunet.
- 1983: Les Délices du tossing, de Gérard Kikoïne.
- 1983: Bourre-moi le cul], de Joe de Palmer.
- 1983: L'Odeur du sexe, de Joe de Palmer.
- 1983: Chambres d'amis très particulières, de Claude Bernard-Aubert.
- 1983: Ma culotte est mouillée, de Jean Rollin
- 1983: Les Petites Chattes timides, de Joe de Palmer.
- 1983: Initiation d'une femme mariée, de Claude Bernard-Aubert.
- 1983: Branche-moi l'antenne au cul, de Michel Ricaud.
- 1983: Viols en cornettes, de Olivier Mathot.
- 1984: Tendre Corinne, de Didier Philippe-Gérard.
- 1984: Demoiselles à prendre par-derrière, de Alain Payet.
- 1984: Parfum de lingeries intimes, de Michel Caputo.
- 1985: Les stoppeuses ne portent pas de culottes, de Andrei Feher.
- 1986: Young Wild and Crazy.